# I’m Your Pusher
Az I’m Your Pusher a német Scooter együttes 2000-ben megjelent első kislemeze a Sheffield című albumukról. A kislemez skót és ír népzenei motívumokkal vegyíti a megszokott Scooter-hangzást. Felépítésében és hangulatában rendkívül hasonlít a "How Much is The Fish?" című számukra, de annak sikerét meg sem közelítette. A TOP10-be egyedül Magyarországon jutott be. Sikertelensége ellenére a rajongók egyik kedvence, de koncerteken nem játsszák.
Ez volt az első Scooter-kiadvány, melyet a Kontor Records adott ki, méghozzá a Sheffield Tunes alkiadó alatt.

## Története
Eredetileg a dal egy white label bakelitlemezen jelent meg, név nélkül, "The Pusher" címmel. Az egyik brit rádióállomás elkezdte játszani a számot, és nagy sikere volt. Mint később kiderült, ugyanez a rádióállomás nem sugárzott Scooter-számokat, a dalok stílusa miatt. H.P.-ék valójában azért adták ki az "I'm Your Pusher"-t kétféle remixváltozatban név nélkül, hogy ezzel is teszteljék, mit szólnak zenéjükhöz az őket kritizálók.
Az "I'm Your Pusher" egy 1932-es dal, Hans Albers "Flieger grüss mir die Sonne" című szerzeményének feldolgozása.

## Számok listája
1. I’m Your Pusher – 03:48
2. I’m Your Pusher (Extended) – 04:46
3. The Pusher 2 – 05:36
4. Firth Of Forth – 03:38

A kislemezen hallható Radio Edit lényegében megegyezik az albumváltozattal, azonban annál egy kicsivel rövidebb. Promóciós célokkal megjelent egy limitált példányszámú változat is, amelyhez egy matricát adtak ajándékba.

### Vinyl verzió
- A1: I'm Your Pusher (Extended)
- A2: I'm Your Pusher (Airscape Mix)
- B1: The Pusher 1

White label kiadásban, tehát szerző feltüntetése nélkül jelent meg még a kislemezváltozat megjelenése előtt "The Pusher 1 / The Pusher 2" címmel egy bakelitváltozat, ezzel a két dallal.

## Más változatok
A japán bakelitkiadáson kapott helyt egy "P.K.G. Mix", amely később a Sheffield "20 Years of Hardcore Expanded Edition"-re is felkerült.
A 2002-ben megjelent "24 Carat Gold" című kiadványra egy megvágott változata került fel.
A 2003-as "The Stadium Techno Experience" című album Special Limited változatára került fel a "Club Mix" változat.
A Sheffield albumot promotáló turné után gyakorlatilag kikerült a műsorból a dal. Legközelebb 2012-ben bukkant fel a The Big Mash Up Tour alatt, de akkor is csak a "The Pusher 2" változatban, és egy medleybe dolgozva. Azóta igen ritkán, alkalmanként fordul elő, ugyanígy medleyben.

## Közreműködtek
- H.P. Baxxter (szöveg)
- Rick J. Jordan, Axel Coon (zene)
- Jens Thele (menedzser)
- Allan Grey, Walter Reisch (társszerzők, I'm Your Pusher)
- Marc Schilkowski (borítóterv)
- Olaf Heine (fényképek)
- René, Marko, Berthold, Kathy, Tina, Jansse, Agnes, Patrick, Martin2, Jan1, Jan2, Mario, Nikk, Helge, Birte, Arne, Uwe (Scotland Posse – közönséghang)

## Videoklip
Az I'm Your Pusher klipjét sivatagos környezetben, Mexikóra emlékeztető tájon vették fel. Axel Coon felborul az autójával, így nem tud továbbmenni. Szerencséjére H.P és Rick épp arra járnak, és felveszik a stoppost. Útközben találkoznak egy nővel, akit nem vesznek fel, és láthatóan jól tették, mert egy kést rejtegetett magánál. Hosszas autózás után egy kisvárosba érkeznek, ahol kellemes a hangulat. A klipben több jelenetben is felbukkan egy skótdudán játszó férfi, aki a legutolsó jelenetben mindenkit lelő.